# Lukas Engelberger
Lukas Engelberger (* 2. Mai 1975 in Basel) ist ein Schweizer Jurist und Politiker (Die Mitte, vormals CVP). Seit 2014 ist er Regierungsrat des Kantons Basel-Stadt und seit 2020 Präsident der Gesundheitsdirektorenkonferenz.

## Leben
Lukas Engelberger besuchte das Humanistische Gymnasium in Basel, studierte ab 1994 Rechtswissenschaften an der Universitäten Basel und Freiburg im Üechtland und schloss 1999 mit dem Lizenziat ab. 2001 erlangte er das Anwaltspatent des Kantons Basel-Stadt und 2003 den Master of Laws des University College London. 2003 promovierte er bei Thomas Cottier an der Universität Bern. Engelberger arbeitete bis zu seiner Wahl in den Regierungsrat zwischen 2005 und 2014 als Rechtskonsulent bei Hoffmann-La Roche.
Engelberger ist verheiratet und Vater von drei Kindern. Er ist der Neffe von Alt-Nationalrat Eduard Engelberger.

## Politik
Schon zur Schulzeit engagierte sich Engelberger politisch im Schülerparlament sowie später im Jugendparlament. Im Alter von 18 Jahren trat er der CVP bei. Seit April 2001 gehört Engelberger der Parteileitung der CVP Basel-Stadt an, seit 2002 ist er Vizepräsident. Seit 1996 ist Engelberger Mitglied der Neuen Europäischen Bewegung Schweiz (NEBS), bis Juni 2006 war er Präsident der Sektion beider Basel der NEBS.
Im Februar 2004 rückte Engelberger für Marie-Thérèse Jeker-Indermühle in den Grossen Rat des Kantons Basel-Stadt nach und wurde im Oktober 2004 und im September 2008 bestätigt. Ab 2007 präsidierte er die Wirtschafts- und Abgabenkommission (WAK).
2014 wurde er als Nachfolger von Carlo Conti in den Regierungsrat des Kantons Basel-Stadt gewählt und ist seitdem Vorsteher des Gesundheitsdepartementes. 2020 wurde er wiedergewählt. In der Legislaturperiode 2021–2025 ist er Vizepräsident des Regierungsrates Basel-Stadt, nach der Wahl von Regierungspräsident Beat Jans in den Bundesrat übernahm Engelberger im Dezember 2023 bis auf Weiteres dessen Geschäfte. Jans’ Ersatzwahl fand am 3. März bezw. im zweiten Wahlgang am 7. April 2024 statt. Der Amtsantritt des gewählten Conradin Cramer wurde auf den 1. Mai 2024 angesetzt. Am 20. Oktober 2024 wurde er im ersten Wahlgang bestätigt.
Seit 2020 ist er Präsident der Gesundheitsdirektorenkonferenz und Mitglied der Stiftung Europainstitut Basel.